# Campeonato de España de Ciclismo en Ruta 1917
El XVII Campeonato de España de Ciclismo en Ruta se disputó en Madrid el 3 de junio de 1917 sobre un recorrido de 100 kilómetros.
El ganador de la prueba fue Lázaro Villada, que se impuso en solitario en la línea de llegada. Óscar Leblanc y José Manchón completaron el podio.

## Clasificación final
| Pos. | Ciclista           | Equipo | Tiempo    |
| ---- | ------------------ | ------ | --------- |
| 1.   | Lázaro Villada     |        | 3h 26'00" |
| 2.   | Óscar Leblanc      |        | -         |
| 3.   | José Manchón       |        | -         |
| 4.   | Ernesto Serrano    |        | -         |
| 5.   | Enrique Pumilier   |        | -         |
| 6.   | José Magdalena     |        | -         |
| 7.   | Guillermo Antón    | -      | -         |
| 8.   | Damián Fernández   |        | -         |
| 9.   | Tomás Fuentes      |        | -         |
| 10.  | Joaquín Carballosa |        | -         |